# Rionos
rionos（リオノス、1991年3月5日 - ）は、日本の女性シンガーソングライター、作詞家、作曲家、編曲家、音楽プロデューサー、声優。兵庫県神戸市出身。本名は岡野 里音（おかの りお）。rionosという名前は、友達が付けたあだ名“りおのすけ”に由来し、「ちょっとギリシャっぽい不思議な感じにしたくて」と命名理由をインタビューで語っている。血液型はAB型。

## 経歴
母がクラシックのマリンバ奏者、父がジャズドラマーの家庭で幼少期からピアノやヴァイオリンを習って育った。高校生の頃にプレイヤーになることを諦め、体調の悪化もあって家で過ごすことが多くなる。その頃に映画やアニメ、ゲームの音楽に多く触れたことがきっかけで、家でも仕事ができる作曲家を志すようになった。
2009年に大阪芸術大学通信教育部に入学。この頃から徐々に体調も回復し、より本格的にDTMを学ぶため同年秋から音楽教室のコンピューターミュージッククラブDeeデジタルサウンドクリエイター専攻科にも通っていた。2011年には通学制の大阪芸術大学芸術学部に3年から編入した。
音楽教室で自身が歌う曲を作る機会があり、それを聴いてもらった際に評判が良かったことから自身の曲を複数のレコード会社に送ったところ、当時EMIミュージックのディレクターだった加茂啓太郎に背中を押されて、2012年に初のミニアルバム『read me.』を制作、発表する。（最初はダウンロード販売のみ。翌2013年にはCDでもリリースされた。）
その後しばらくは、加茂がプロデュースする寺嶋由芙への楽曲提供など、作曲を中心に活動していたが、ランティスのプロデューサー佐藤純之介が寺嶋由芙のシングル『＃ゆーふらいと』と『猫になりたい！』を聴いて加茂に連絡を取ったことがきっかけでTVアニメ『クジラの子らは砂上に歌う』の主題歌プレゼンに参加し、デビューが決定。同アニメのED主題歌『ハシタイロ』で2017年にランティスからメジャーデビュー。翌2018年放送のTVアニメ『メルヘン・メドヘン』ではED主題歌の作詞・作曲に加えて劇伴も担当し、2019年にはスマホゲーム『まちむす 地球防衛ライブ』で主題歌・BGMの制作に加えて声優デビューするなど、活躍の場を広げている。

## 人物
映画のように物語と音楽が一緒にあるものに魅力を感じており、曲作りにおいては言葉（詩）が先にあった方が作曲しやすいと語っている。
新居昭乃の大ファンであり、最初は新居のようになることを目指して作品を作っていた。『read me.』の発表以後、新居や編曲者の保刈久明と親交を深めて新居の存在が身近になったこともあり、新居のようにはなれないと思うと同時に、自身の曲作りに対して迷走するようになる。しばらく自分が歌う曲を作れない時期が続いたが、『クジラの子らは砂上に歌う』の物語と出会い、与えられたテーマで自分らしい曲を作ることができ、迷走期を乗り越えたと話している。
好きな作曲家は久石譲、坂本龍一、菅野よう子。また、中学生の頃からaikoのファンである。
歌手の伊礼亮とは友達で、楽曲提供をしているほか、シングル『ハシタイロ』のカップリング曲『空を飛びたいと』では伊礼がコーラスで加わっている。
人と関わるときに緊張しがちで、特に寺嶋由芙とは彼女がソロ活動を開始した2013年から関わっているが、4年後の2017年になってもいまだに会うと緊張すると話している。一方でレコーディングの現場では、緊張を表に出さず冷静にディレクションできる一面も持っている。
『read me.』発表時のインタビューで、自身の人柄について、AB型なので一言で表すのは難しいと前置きしつつ「二面性というか、色んな面がある」と話している。また、メジャーデビュー後のインタビューでは自身のことを「基本シリアスタイプで、闇属性」だと語っている。

## ディスコグラフィ

### シングル
| 全作詞・作曲: rionos。 |                                  |        |            |
| #                      | タイトル                         | 作詞   | 作曲・編曲 |
| 1.                     | 「ハシタイロ」                   | rionos | rionos     |
| 2.                     | 「空を飛びたいと」               | rionos | rionos     |
| 3.                     | 「ハシタイロ(Instrumental)」     | rionos | rionos     |
| 4.                     | 「空を飛びたいと(Instrumental)」 | rionos | rionos     |

| 全作曲: rionos。＃1の作詞: rionos。＃2～9の作詞: 松井洋平。 |                                                        |      |            |                      |
| #                                                           | タイトル                                               | 作詞 | 作曲・編曲 | 編曲                 |
| 1.                                                          | 「百年のメラム」                                       |      | rionos     | rionos               |
| 2.                                                          | 「百年のメラム ～第1歌 キエンギ～（第2話ED）」         |      | rionos     | rionos               |
| 3.                                                          | 「百年のメラム ～第2歌 エンキ～（第3話ED）」           |      | rionos     | yuxuki waga（fhána） |
| 4.                                                          | 「百年のメラム ～第3歌 エンリル～（第4話ED）」         |      | rionos     | 北川勝利             |
| 5.                                                          | 「百年のメラム ～第4歌 イナンナ～（第5話ED）」         |      | rionos     | 保刈久明             |
| 6.                                                          | 「百年のメラム ～第5歌 イナンナ（承前）～（第6話ED）」 |      | rionos     | 菊地創（eufonius）   |
| 7.                                                          | 「百年のメラム ～第6歌 エ・テメン崩壊～（第7話ED）」   |      | rionos     | 菊田裕樹             |
| 8.                                                          | 「百年のメラム ～第7歌 ジウスデゥラ～（第8話ED）」     |      | rionos     | rionos               |
| 9.                                                          | 「百年のメラム ～第8歌 楽園崩壊～（第9話ED）」         |      | rionos     | rionos               |
| 10.                                                         | 「百年のメラム（Instrumental）」                       |      | rionos     | rionos               |

### サウンドトラック
| # | 発売日         | タイトル                                                                  | 規格品番   |
| - | -------------- | ------------------------------------------------------------------------- | ---------- |
| 1 | 2018年3月28日  | TVアニメ『メルヘン・メドヘン』オリジナルサウンドトラック 「MärMäd Musik」 | LACA-15716 |
| 2 | 2018年6月6日   | 『あさがおと加瀬さん。』オリジナルサウンドトラック                        | PCCG-01671 |
| 3 | 2019年11月20日 | 『フラグタイム』オリジナルサウンドトラック                                | PCCG-01839 |

### インディーズ
| # | 発売日                           | タイトル | 規格品番 | 備考 |
| - | -------------------------------- | -------- | -------- | --- |
| 1 | 2013年5月15日 （CDの全国流通日） | read me. | CNQ-0002 | 2012年10月よりOTOTOYでダウンロード販売開始。 CDはOTOTOYのインディーズレーベルCOCONOE RECORDSからリリース。 |

### 参加作品
| 発売日         | 商品名                               | 歌     | 楽曲             | 備考                                     |
| -------------- | ------------------------------------ | ------ | ---------------- | ---------------------------------------- |
| 2023年10月25日 | メメントモリ Lament Collection Vol.1 | rionos | 「うらぎりもの」 | ゲーム『メメントモリ』キャラクター専用曲 |

### 楽曲提供

#### アーティスト
- 小野恵令奈
  - STARRY SKY（作曲 2013年）
- Annabel
  - パレルモ（作曲・編曲 2013年）
- 寺嶋由芙
  - サクラノート（作詞・作曲・編曲 2013年）
  - ＃ゆーふらいと（作曲・編曲 2014年）、ぜんぜん（編曲・コーラス）
  - カンパニュラの憂鬱（作曲・編曲・コーラス 2014年）、だいすき（編曲・コーラス）、80デニールの恋（編曲・コーラス）
  - 猫になりたい！（作曲・編曲・コーラス 2014年）
  - ジュリエットのパラドックス（編曲 2015年）、恋人だったの（作曲・編曲）
  - ふへへへへへへへ大作戦（作曲・編曲・コーラス 2015年）、YOU MAY DREAM（編曲）
  - わたしになる（コーラス 2016年）、オブラート・オブ・ラブ（コーラス）、ゆるキャラ舞踏会（作曲・編曲・コーラス）、初恋のシルエット (strings version)（ストリングスアレンジ（共同））、101回目のファーストキス（編曲）、まだまだ（編曲）
  - みどりの黒髪（編曲 2017年）
  - かまたんが来る♪（編曲 2017年）
  - わたしを旅行につれてって（編曲・コーラス 2017年）、夏色のナンシー（編曲・コーラス）
  - 知らない誰かに抱かれてもいい（編曲・コーラス 2017年）、世界で一番かわいい君へ（コーラス）
  - きみが散る（編曲・コーラス 2018年）、結婚願望が止まらない（編曲）、背中のキッス（作曲・編曲）、たぶん…（編曲）
  - いい女をよろしく（編曲 2019年）
  - #ゆーふらいとII（作曲・編曲 2020年）
- ムーンライダーズ
  - Disco Boy（リミックス 2013年）
- 加藤一華
  - そばかすの夢（編曲 2014年）
- 古舘佑太郎
  - 僕から君へ（編曲・ピアノ 2014年）
  - 熱帯夜のコト（ピアノ 2015年）、Darkness Before Sunset（ピアノ）、大人になってしまうのさ（ピアノ）
- あきやまかおる
  - 六つ子の水晶姫（作曲・編曲 2014年）、セイファートの暗号ランチ（作曲・編曲）、７５.１.３.１（作曲・編曲）
- テイ・トウワ
  - Siesta (94-14)（編曲（共同） 2014年）、Last Century Modern (94-14)（編曲（共同））
- 保刈久明
  - Trip to the Ciel（ボーカル 2014年）
  - アポロンの庭（ボーカル 2017年）
  - White Summer（作詞・ボーカル 2019年）
- arcane (MANYO)
  - 透明なノウェム / novem（ボーカル・ピアノ 2014年）、うずまき豆の木と猫のにおい / Chatra（ボーカル・プログラミング）
  - fairytale（コーラス・プログラミング 2015年）
- ふぇのたす
  - ふふふ（編曲（共同） 2015年）
- 佐香智久
  - Always（編曲 2015年）
- Yoshino Yoshikawa
  - Les Chats（ボーカル 2015年）
- フィロソフィーのダンス
  - プラトニック・パーティー（作曲・編曲・コーラス 2015年）
  - なでしこ色の恋の歌（作曲・編曲 2016年）、あなたにあげない（編曲）
- 伊礼亮 (rairu)
  - traverse（作曲・コーラス 2015年）、After this（作曲・コーラス）、僕たちの道（作曲・コーラス）、プルートの青空（作詞・作曲・コーラス）
  - kiss / rairu（編曲 2016年）
  - Song for You：Song for Me（ストリングスアレンジ・コーラス 2016年）、セレナーデ・セレネイド（ストリングスアレンジ・コーラス）、コバルトブルーの二人（ストリングスアレンジ）、ガラスの未来（作詞・作曲・編曲・コーラス）、borderless（編曲（共同）・コーラス）
- kain
  - Silent blue（編曲・コーラス 2015年）、TO MORROW（編曲 2016年）
- 乙女新党
  - 雨と涙と乙女とたい焼き（編曲（共同） 2016年）
- やなぎなぎ
  - ターミナル（ストリングスアレンジ 2016年）
  - over and over（ストリングスアレンジ 2017年：TVアニメ『Just Because!』OP主題歌）
  - 目覚めの岸辺（作曲・編曲 2018年）、夜明けの光をあつめながら（ストリングスアレンジ）
- 花澤香菜
  - あたらしいうた（ストリングスアレンジ 2016年）、Looking for your Smile（ストリングスアレンジ）
- 千菅春香
  - リフレイン（ストリングスアレンジ 2016年）
  - Pray（コーラス・ピアノ 2018年：TVアニメ『殺戮の天使』ED主題歌）
- ChouCho
  - セフィロトの木（作曲・編曲 2016年）
- Little Glee Monster
  - かかげた空へ（作詞・作曲 2016年）
- 宮野弦士
  - あめのち…（ボーカル 2016年）
- JYOCHO
  - ミニアルバム『祈りでは届かない距離』（ボーカル 2016年）
- 上田麗奈
  - 海の駅（作曲・編曲 2016年）
  - sleepland（作詞・作曲・編曲 2018年：TVアニメ『メルヘン・メドヘン』ED主題歌）、誰もわたしを知らない世界へ（作詞・作曲・編曲 2017年：同TVアニメイメージソング）
  - うつくしいひと（作詞・作曲・編曲 2021年）
- 黒田英明
  - 深青と白（ボーカル 2016年）
- MISHAORU
  - Closed parade（作曲・編曲 2017年）、Dear lies（作曲・編曲）、Mirrors（作曲・編曲）
- 斉藤壮馬
  - C（編曲・コーラス 2018年）
  - ワルツ（編曲 2019年）
- YURiKA
  - ふたりの羽根（ストリングスアレンジ 2018年：TVアニメ『はねバド！』OP主題歌）
- 渕上舞
  - 雪に咲く花。蜃気楼。（作曲・編曲 2019年）
  - 星空（ストリングスアレンジ・ビブラフォン 2021年）
- Uru
  - Scenery（編曲 2019年：TVアニメ『グランベルム』挿入歌）
- Aiobahn
  - ここにいる（作詞・ボーカル 2019年）
  - amnesia（作詞・ボーカル 2020年）
- AZKi
  - petal dance（作詞・作曲・編曲・コーラス 2020年）
- Wiz_nicc
  - 白奪（コーラス・プログラミング 2021年）
- V.W.P
  - 魔女(真)（ライブアレンジ 2021年）
- ヰ世界情緒
  - 何億光年の孤独（作詞・作曲・編曲 2021年：ゲーム『モナーク/Monark』挿入歌）、この夢に弔いを（作詞・作曲・編曲：同ゲーム挿入歌）
- 中島美嘉
  - SYMPHONIA（作詞・作曲・編曲 2021年：ゲーム『takt op. 運命は真紅き旋律の街を』主題歌）

#### アニメ音楽
- TVアニメ『小林さんちのメイドラゴン』ED主題歌
  - イシュカン・コミュニケーション（編曲 2017年）
- TVアニメ『メルヘン・メドヘン』（音楽プロデュース 2018年）
- 映画『さよならの朝に約束の花をかざろう』主題歌
  - ウィアートル（作曲・編曲・ボーカル 2018年）
- 劇場公開OVA『あさがおと加瀬さん。』（音楽プロデュース 2018年）
- TVアニメ『からくりサーカス』サウンドトラック
  - 笑顔のために（コーラス 2019年）
- 劇場公開OVA『フラグタイム』（音楽プロデュース 2019年）
- TVアニメ『裏世界ピクニック』挿入歌
  - 街を抜けて（作詞・ボーカル 2021年）
- TVアニメ『プリマドール』挿入歌
  - カミツレの歌（作曲・編曲 2022年）

#### ゲーム音楽
- スクウェア・エニックス ゲーム音楽リミックスアルバム第7弾『Beer SQ』
  - FINAL FANTASY VI スピナッチ・ラグ～キャラメドレー（編曲 2012年）
- D4: Dark Dreams Don't Die（音楽プロデュース（共同） 2014年）
- モンスターハンター10周年 コンピレーション・アルバム【セルフカバー】
  - 村のテーマ,牧場のテーマ（ボーカル・コーラス 2014年）
- 予言者育成学園 Fortune Tellers Academy（音楽プロデュース 2016年）
- 王道くまゲーム『くまぱら』主題歌
  - ハチミツ味のしあわせ（作詞・ボーカル 2016年）
- 『ドラゴンポーカー』BGM
  - 深緑のアルカディア（作詞・ボーカル 2016年）
- 消滅都市 ORIGINAL SOUNDTRACK 2
  - Sign（ボーカル 2016年）
- REFLEC BEAT 悠久のリフレシア＋VOLZZA ORIGINAL SOUNDTRACK
  - 昏き甲鉄のヴェルガ（ボーカル 2016年）
- 消滅都市 -Remix works-
  - Stay with Me（リミックス 2017年）
- THE IDOLM@STER MILLION THE@TER GENERATION 03 エンジェルスターズ
  - Angelic Parade♪（作曲・編曲 2017年）
- beatmania IIDX 25 CANNON BALLERS
  - シムルグの目醒め（作詞・ボーカル 2018年）
- 『Summer Pockets』グランドエンディングテーマ
  - ポケットをふくらませて（ボーカル 2018年）
  - ポケットをふくらませて 〜Sea, You Again（ボーカル 2019年）
- 消滅都市 WORLD IDEA TRACKS2
  - Reach for the Sunlight（ボーカル 2018年）
- 『Alice Closet』主題歌
  - ハルニレの丘で美しい約束を（作詞・作曲・編曲・ボーカル 2019年）
- 『まちむす 地球防衛ライブ』
  - 主題歌「City Girl」（作曲・編曲 2019年）
  - BGM音楽プロデュース
  - レイキャビク（キャラクターボイス）
- 『Indivisible』オープニングムービー（ボーカル 2019年）
- 『モンスターストライク』
  - 「超究極 真」BGM（コーラス参加 2019年）
  - 「守護獣の森」BGM（コーラス 2021年）
  - 「新超絶アストラル」BGM（コーラス参加 2021年）
- 『陰陽師：百聞牌』PVテーマ曲
  - Lost Flowers（作詞・作曲・編曲・ボーカル 2020年）
- 『ドールズフロントライン』キャラクターソングスコレクション「ECHOES」
  - Clandestine Memory（作詞 2020年）
- THE IDOLM@STER SHINY COLORS COLORFUL FE@THERS -Luna-
  - 雪・月・風・花（作曲・編曲 2021年）
- 『ヘブンバーンズレッド』
  - After You Sleep（ボーカル 2022年）
  - After You Sleep (for the Blue Ver.)（ボーカル 2022年）
  - 恋心 -Rest in Peace-（ボーカル 2023年）
- 『メメントモリ』　うらぎりもの（ボーカル 2022年）
- 『終のステラ』
  - 終の祈り（作詞・作曲・編曲・ボーカル 2022年）

#### その他
- 音楽劇団ミュージカルパーク　オリジナルミュージカル『七色の青い鳥』（音楽プロデュース 2011年）
- ドラマCD『余命彼氏 -限りある時間- vol.01/vol.02』（音楽プロデュース 2014年）
- ドラマCD『余命彼氏 -幼き日の約束- vol.03/vol.04』（音楽プロデュース 2015年）
- ドラマCD【FlyME project】『DRINK ME』/『MEDICODE』（音楽プロデュース 2015年）
- ドラマCD『余命彼氏 -紡ぎ出す季節- vol.05/vol.06』（音楽プロデュース 2015年）
- イマドキ妖怪【くつだる。】えかきうた「だるだるくつした」（作曲・ボーカル 2016年）
- GAP 1969 RECORDS「SUMMER MOVIE MAKER」（BGM提供 2016年）
- セールスフォース『Sanrio - ファンとキャラクターの One to One を Marketing Cloud で実現』WEB CM（音楽プロデュース 2016年）
- ドラマCD『余命彼氏 -降り注ぐ追憶- vol.07/vol.08』（音楽プロデュース 2016年）
- ユニクロ セミオーダー感覚で選べるストレッチウールジャケット・ファインクロスシャツ WEBムービー（音楽プロデュース 2016年）
- アイのうた THE ISLAND FLAVOR ～J-POP Okinawan Covers～
  - 好きな人がいること（カバー 2017年）、あなたに恋をしてみました（カバー）、六等星の夜（カバー）、やさしさで溢れるように（カバー）
- DMMバヌーシー WEB限定3分ムービー（音楽プロデュース・ヴァイオリン 2017年）
- 花王 リーゼプリティア泡カラーPR動画『魔法少女 リーゼプリティア～魔法少女のお約束！～』（音楽プロデュース 2018年）
- H&M『GOLDEN PASS』WEB CM（音楽プロデュース（共同） 2019年）
- 映画『君と、徒然』（音楽プロデュース 2019年）
- 『ポケモン Kids TV』 童謡「あめふり」（編曲・カバー 2019年）
- 『ポケモン Kids TV』 童謡「もみじ」（編曲・カバー 2019年）
- 『ポケモン Kids TV』 童謡「はるがきた」（編曲・カバー 2020年）
- 『ポケモン Kids TV』 童謡「ゆうやけこやけ」（編曲・カバー 2020年）
- 『ポケモン Kids TV』 童謡「むしのこえ」（編曲・カバー 2020年）
- 『ポケモン Kids TV』 童謡「こぎつね」（編曲・カバー 2020年）